# 奈良鹿丸
奈良鹿丸（奈良シカマル，Nara Shikamaru）是日本動漫作品《火影忍者》中的角色。第六代火影旗木卡卡西上任時，鹿丸表達將來想輔助漩渦鳴人的意願，從此跟從卡卡西學習，後來成為木葉忍者村火影顧問。在鳴人昏迷下落不明後，鹿丸成為了火影暫代其職務。

## 关于名字
意思是鹿，而意为「圆」或「良好发展」，在日文中常作为男孩名字的词尾。与“山中”（山中井野的名字，意为公猪）和“秋道”（秋道長治的名字“長”，意为蝴蝶）一起組成了传说中的「猪鹿蝶」组合，该组合也是源于日本传统游戏花札。
他的姓──奈良取自奈良县的奈良公园（奈良时代佛教传入日本，几个佛教修道院建在奈良，佛教徒信奉鹿为吉祥物，设立了鹿的保护区），那里因养着大量的鹿而著名。巧合的是，日本还有个奈良动画也拥有这个名字。
《週刊少年Jump》的民意调查中，鹿丸总是名列前茅，前三次民意调查中，总在第4或第5。在最近一次调查中，他落到第10。不过他是他们小队中唯一一个进前10的人物。

## 人物

### 個人檔案
- 個性：冷靜、怕麻煩
- 喜歡的食物：味噌燉青花魚、涼拌海帶
- 討厭的食物：水煮蛋
- 伴侶：手鞠
- 兒女：奈良鹿代
- 徒弟：猿飛未來
- 興趣：午睡、下將棋、看雲
- 查克拉屬性：火、土、陰[1]
- 忍者學校畢業年齡：12
- 中忍升級年齡：12
- 信仰：火之意志
- 希望交手的對象：沒有（因為不想惹麻煩）
- 喜歡的話：日日平穩、每天都风平浪静、真是麻煩

### 身世
鹿丸原先与漩涡鸣人同时从忍者学校毕业，性格懒散，好悠闲的他却是个天才。他是木葉12名新人下忍中唯一在中忍考试后被提拔为中忍的人。他的家族秘术都与影子有关。他的忍术是影子模仿术。之后他的父亲奈良四角教给他忍术升级版──影子锁喉术。
鹿丸看上去总是缺乏热情，一副没精打采的样子。他宁愿躺在楼顶赏云也不愿参加运动，他唯一的爱好是像一些老头子一样下下将棋或围棋。他甚至在解开兜的幻术后装睡觉以免卷入战斗，打鬥对他来说可是件麻烦事。而小樱直到在解他的幻术时才发现了这点。另一个例子是在他与手鞠战斗之前，他本想放弃战斗但被漩涡鸣人一把推入竞技场。当他陷入紧急的情况而又必须集中全力时，他总会抱怨“真是麻烦”，最了解他的人莫过于他自己，自称为“逃跑No.1的人”。
但在肩負任务时，鹿丸对他的队友有着强烈的责任感。即便他说自己缺乏勇气，他也会毫不犹豫为朋友献身，就如当他留在后面拖住九个音忍，给鸣人他们留出足够时间跟上宇智波佐助。自从他被提拔为中忍后，他对朋友的生命更加重视了。動畫307話火之國曾邀請鹿丸加入大名的近衛機關，但鹿丸想繼續守護隊友而拒絕了。
鹿丸是一个天才战略家，虽然他的老师猿飞阿斯玛经常和他下围棋和将棋，但阿斯玛却从未赢过他，讓阿斯玛怀疑这个在棋类游戏中有着超人才华的人与那个成绩跟鸣人差不多的家伙是否是同一个人。阿斯玛给鹿丸进行了智力测试（假装是游戏），结果让阿斯玛吓了一跳——鹿丸是一个IQ超过200的天才。
由於鹿丸认为动笔都是件麻烦事，因此他考试总在睡觉，以致考出那么低的成绩。鹿丸思考时总习惯闭上眼睛将手指结成方形，仅仅几分钟后，他已经想出了超过一百个策略来对付对手。
鹿丸与丁次的友情为时甚久，彼此也十分信任。在他们晋升为中忍之前，鹿丸、丁次和井野同在阿斯玛小队中。巧合的是，他们各自的父亲也组成另一小队。新老猪鹿蝶组合都非常有默契。
鹿丸周围的女人都是他的麻烦。他觉得手鞠是最麻烦的一个，其次是他的老妈奈良吉野。即使鹿丸觉得女人恼人、专横又麻烦（参见他的母親），他还是对婚姻和家庭生活有着成熟地思考（鹿丸经典语录：唉，我本来想过着随便当个忍者，随便赚点钱，然后和不美又不丑的普通女人结婚，生两个小孩，第一个是女孩，第二个是男孩，等长女结婚，儿子也能独当一面的时候，就从忍者的工作退休，之后，每天过着下将棋或围棋的悠闲隐居生活，然后比自己的老婆还要早老死……）。
鹿丸本身最尊敬的是阿斯玛。但當他、阿斯玛和出云和子鐵接的S级任务是追蹤鎖定晓的两人组——飞段和角都，阿斯玛不幸地在对战这两人时成為了飞段的咒术的牺牲品。因為这次意外，鹿丸开始认真的面对每一件事，性格有了一百八十度转变。後來鹿丸、丁次、井野三人组追蹤鎖定飛段和角都。

## 动畫中的表现

### 第一部

#### 中忍考试篇
最开始鹿丸是以一个没有斗志、总在抱怨麻烦的形象出现的，可是在中忍考试期间鹿丸表现出了他出色的战略家头脑。
中忍考試第二關，鹿丸的所屬小隊行進途中，發現對陣音忍陷入劣勢而陷入困勢的小櫻，和受傷的李洛克。由於井野的要求，鹿丸，井野與丁次加入了戰局，協助小櫻和小李。鹿丸利用擬影術，短暫牽制了多斯砧的行動。後來由於佐助發動咒印狀態對陣音忍，因而及時收手。
中忍预选赛中，他对阵音忍金，他利用金控制铃铛的线在地下的投影，成功发动擬影術，并且利用两人与墙壁的距离差击败了金。鹿丸在与手鞠的比赛中更加体现了他的才智。一开始他好像徒劳地尝试一个又一个战术，努力地在手鞠的狂轰乱炸中抓住她，可实际上是让她移动到某个位置，通过地洞从后面用影子抓住她。之后他草草放弃比赛，并解释了他放弃比赛的原因——尽管他想好了200个不同的策略，可无奈他过度使用影子术致使他的查可拉耗光。其次，他不想伤害女人。理所当然地怕麻烦是最主要的原因。
尽管鹿丸放弃了比赛，但他精彩的战略意识吸引了每个人，包括火影大人。所以他是中忍考试后唯一一名晋升的下忍。
之后，当沙忍和音忍的攻击开始时，他是三个解开幻术的下忍之一（另两个是小樱和油女志乃）。但是，他装做仍然在幻术中使他可以躺在那避免打斗，直到小樱试着解他的幻术时“诡计”才被识破。鹿丸、鸣人、小樱和卡卡西的忍犬帕克一起去阻止追赶我爱罗的佐助。可他们却被九个音忍跟踪。他分析了他们的处境——“一个白痴（鸣人）、一个什么都不会的女忍（小樱）、一只狗、还有一个逃跑No.1的人。”可是鹿丸最终选择留下以拖住音忍，尽管他知道这是最有可能丧生的任务。运用他的智慧，他成功的抓住了其中八个音忍，而第九个却藏在树上。虽然他知道那个音忍的位置，但他在中忍比赛中消耗殆尽的体力无法使他继续施术。就在他体力不支解开擬影術的千钧一发，他的老师阿斯玛赶到了，瞬间解决掉了九个音忍。

#### 佐助营救篇
鹿丸作为中忍的第一个任务就是营救佐助。他的队员是鸣人、日向宁次、丁次和犬塚牙。任务的困难来自于“音忍四人众”的干涉（音忍四人众是大蛇丸派来迎接佐助的特殊小队）。
鹿丸在编队时充分发挥了聪明才智，将每个人放在最适当的位置。最后，队伍分散攻击，并会使用幻术束缚对手。鹿丸战斗中再次展示了精彩绝伦的战术，并成功用影子抓住了多由也。但是，多由也的力量远不止如此，她释放了咒印状态2，用力量强行解开影子束缚术。之后鹿丸中了幻术而不能移动，可就在多由也用苦无刺向鹿丸时，她停住了。原来鹿丸用影子折自己的指头，用疼痛驱散幻术。等多由也一靠近，他又使用忍术抓住多由也。距离的减少使忍术束缚更强，并可使用升级版的影子锁喉术。不过多由也的力量依然强于鹿丸，两人相持一段时间后，鹿丸查可拉耗尽，忍术被解，正当这时，一阵风将多由也卷走，援兵居然是手鞠。结果以手鞠的胜利告终。
虽然鹿丸尽了最大的努力，可当他回到木叶时依然很痛苦——不仅是任务失败了，而且他的队员们也都伤痕累累，有的还面临死亡，包括他最好的朋友丁次。若不是我爱罗他们及时支援，他们大概都会被消灭掉。
知道这样的结局后，鹿丸准备放弃作忍者，可他却被手鞠嘲笑为在困难面前低头的懦夫。他无可争辩，正欲离开，他父亲的话传入耳畔：“如果你放弃了忍者，那么会有另外的人带领你的朋友继续任务，若是一个差劲的队长，你的朋友也会死。你只有增强你的能力，才能保护你的朋友。”当得知朋友们转危为安时，鹿丸泪水盈眶而出，下定决心成为更优秀的忍者。

### 第二部
在第二部中鹿丸是与手鞠一起出现的。尽管身高长了不少，可他的模样没太大变化，只是穿着略有些改变。他学会了新的忍术－“影缝”， 使他可以用影子刺穿多个敌人。鹿丸第一次展示这个忍术是毁坏佐井画的狮子。作为中忍，他还要负责为中忍考试当“志愿者”。
不同于其他角色的是，虽然鹿丸是第一个当上中忍的，但两年半后的他並沒有再繼續升級，另外鹿丸也提醒鸣人，當年中忍考试同期的人中只剩他還沒升上中忍。

#### 追捕飞段、角都篇
一次，在鹿丸与阿斯玛下将棋时，阿斯玛告诉鹿丸，如果将木叶忍者比做棋子，鹿丸以他不拘一格的灵活的思考方式，作为威力不大但能跨越其他棋子移动的桂马，而阿斯玛自比为用来当炮灰的成银。而对最重要的玉，阿斯玛卖了个关子。
之后，阿斯玛、鹿丸、出云和子铁开始了追杀“晓”的成员的任务。他们的目标是飞段和角都。一开始，他们用团队合作束缚了飞段，当出云、子铁将剑刺入飞段身体后，他们惊异地发现飞段是不死之身。角都出现，解开擬影術，再之后阿斯玛与鹿丸协同作战，但阿斯玛还是被飞段伤了一刀，于是飞段用血进行诅咒仪式，即对飞段的伤害都会转嫁到阿斯玛身上。情况危急，鹿丸再次使用擬影術，千钧一发之际救了阿斯玛一命。在这种情况下，鹿丸展开分析，终于发现飞段诅咒仪式的一个弱点——必须在一个圆圈中进行。他于是艰难地将飞段拉出圆圈，接着阿斯玛一斩，本应胜利了。可就在此时，角都再次出手，飞段依然未死。结果可想而知，虽然援兵（包括井野和丁次）到达，阿斯玛还是因为“诅咒”而死。阿斯玛在弥留之际，终于讲出了谁是玉。而在342話中，鹿丸与父親下棋时，终于說出真相：「擔起木葉大梁的孩子们就是"玉"」
当队伍回到木叶，鹿丸自己告诉了红关于阿斯玛的死讯，于是红顿时不能自己，掩面痛哭。阿斯玛的葬礼，鹿丸并没有参加，他只是一个人躺在草地上望着云，孤独的吐着烟。阿斯玛的死似乎改变了鹿丸，他变得成熟，并且开始认真起来。在这之后，鹿丸练习使用阿斯玛留下的查克拉刃，使其能融入自己的查克拉，固定影子。他还查阅资料，制定了一套对付“晓”二人组的战略。之后，猪鹿蝶组合踏上复仇之途。由于旗木卡卡西的加入，鹿丸迅速改变了策略，这令卡卡西都惊叹不已。他给了卡卡西一个小东西，让卡卡西适时使用。（后来知道是采血胶囊）
在另一方面，飞段和角都动身前往木叶。可即便他们非常小心，也被井野控制的鸟发现，于是战斗开始。鹿丸通过一系列战术的使用，成功地用吸收了自己查克拉的查克拉刃定住飞段和角都的影子，使两人无法移动。鹿丸用擬影術控制飞段，使其攻击角都。就在攻击差点得手的时候，角都破坏了查克拉刃，从而免于伤害。于是丁次进行攻击，角都用土遁把身体硬化，又安然无恙。角都开始反击，但是被卡卡西的雷切及時打中，倒地不起。可是角都只是装死，在卡卡西接近飞段时迅速攻击。这时，鹿丸也到极限了，擬影術解开，飞段和角都联合攻击，展现了恐怖的能力——角都背后出来的怪物居然可以使用多种属性的查克拉。原来卡卡西打倒的只是其中一个怪物，那些怪物是用其他人的经脉系统做成的。接着，鹿丸改变策略，决定引开两人分别歼灭。于是鹿丸再次上阵，成功的抓住飞段，并将他引到远处，用起爆符将他与角都隔离。可就在那一瞬间，擬影術到了极限，飞段拔出刀刺向鹿丸，鹿丸倒下，脸上留下一丝血迹，飞段迅速完成仪式，用刀向胸口插去，可受伤的却是角都。原来鹿丸使用了卡卡西采集的角都的血液，被“诅咒”的只是角都而已。卡卡西告诉角都他们低估了鹿丸，因为鹿丸不会浪费阿斯玛用生命换来的情报。
飞段还没明白發生了什么时，鹿丸跃起，用查克拉刃割向飞段，但割得过浅，飞段只是流血而已。不过飞段再次被鹿丸用影子抓住。但这次，鹿丸查克拉的极限使飞段居然可以移动，并走近鹿丸，举起利刃向下插时，鹿丸使用新忍术束影術将周围的起爆符拉拢贴在飞段身上，然后用刀启动一个机关，使飞段身下出现一个大洞。此时出现阿斯玛的幻象，他对鹿丸说，干得好，然后消失了。鹿丸点燃烟，向飞段弹去，起爆符全部爆炸，飞段被埋在深深的地洞中。

#### 本篇
當鳴人和卡卡西他們追捕宇智波鼬失敗後，回到木葉得聞自來也被培因殺害的消息。因自來也死前在蛤蟆仙人森作大人的身上留下暗號，故五代目火影命鹿丸召集暗部解讀暗號，同時亦四處搜查相關資料。面對鳴人就自來也之死而情緒一度低落，作為朋友及曾遭逢同遇的他，勸鳴人要振作起來，與他一樣要立志成為超越先輩的忍者。及後鳴人回到木葉，他與父親也在迎接的群眾行列內。後來與紅班、凱班及阿斯瑪班成員聆聽了小櫻出發前請求保密的事件。鳴人、小櫻、卡卡西回到木葉後，對於鳴人想要獨自解決佐助一事感到訝異與反對，而後他與父親一同列席第四次忍戰的木葉作戰會議。

#### 忍界戰爭篇
鹿丸、手鞠、丁次被分配到第四部隊 遠距離戰鬥聯合軍部隊，鹿丸還被任命為第四部隊的代理統領，雖然鹿丸對此感到無奈，但因為手鞠的苦勸而接受這項安排。鹿丸、井野、丁次以豬鹿蝶之陣聯手對抗擁有「史上最凶惡犯人」之稱的金銀角兄弟，用六道仙人遺留的忍術祕寶「琥珀淨瓶」將九尾化的金角吸入瓶內。後來三人更遇上了穢土轉生的恩師阿斯瑪，經過一番激戰，鹿丸、井野、丁次戰勝了阿斯瑪，並且在聆聽阿斯瑪的遺言後，目睹阿斯瑪被封印的場面。隨後在鳶召喚外道魔像大鬧戰場時，以影子束縛牽制正在奪取裝有金角&銀角忍具的鸢，鳶感嘆沒能拉攏像鹿丸這樣的人才，在短暫的對峙後，鳶企圖以外道魔像襲擊鹿丸，所幸丁次時前來支援，目睹鳶帶著裝有金角&銀角的忍具與魔像消失在戰場。
十尾復活後與其他部隊向鳴人集合。在作戰本部遭到攻擊毀滅後聽取父親四角的遺言，接手指揮戰爭。當眾忍因千手柱間與宇智波斑的戰鬥而喪失鬥志時，鼓勵眾人「再小的力量都是有用的。為了那時刻的來臨我們一瞬間也不能鬆懈。」聽到此言的手鞠曾評斷鹿丸「你能成為一名出色的火影。」十尾變成神樹時，鹿丸被其抽走查克拉而一度瀕死，幸得鳴人鼓勵后自許「當鳴人成為火影的時候，沒有人比我更適合擔任如同二代目火影千手扉間一般的輔佐官。」並重新振作。
在無限月讀的世界中夢見阿斯瑪和父親仍在生，看著自己的父母與阿斯瑪、紅的相處畫面，同身邊的手鞠對結婚一事作出抱怨。直至戰爭落幕始脫離無限月讀的狀態，並於事後和其他忍界聯軍哀悼包含寧次在內於該場戰役喪生的忍者們。

#### 結局篇
第四次忍界大戰落幕多年後，鳴人接替從第六代火影職位卸任的卡卡西，成為第七任火影；鹿丸則被正式拔擢為木葉忍者村的顧問，輔佐鳴人處裡木葉忍者村的事務。最終鹿丸和砂隱村手鞠結婚，於婚後育有一子（鹿代），和我愛羅及勘九郎成為姻親關係。

### 博人传-火影次世代-
鹿丸為七代火影漩渦鳴人親信，在鸣人身边协助处理事务，擔任火影輔佐。唯獨在妻子手鞠面前抬不起頭來。

## 術
| 招式名稱   | 簡介 | 種類     | 等級 |
| ---------- | --- | -------- | ---- |
| 召喚術·水  | 利用卷軸忍術召喚出水來，從用此招讓角都被自己的雷遁傷到。 | 忍       | -    |
| 召喚術·盾  | 為不死二人篇出現過的卷軸忍術。 | 忍       | -    |
| 千爆線陣   | 為《大激突！夢幻的地底遺跡》中出現的機關術，利用綁著上千條假的引爆符的線，佈滿整個空間後，再用此計讓敵人出現破綻，然後再給予致命的一擊。                                                     | 忍       | -    |
| 影子忍術   | 為奈良一族將陰的性質變化，融入影子之中所獨創的忍術。 | 秘傳、忍 | -    |
| 擬影術     | 又稱影子束縛術，用影子強迫對方做與施術者相同的動作，但首先必須使自己的影子重疊對方的影子，藉此捕捉對方，且效力只有五分鐘。影子能自由改變外形，但不能超過原本面積，可接觸其他影子以增大範圍。 | 秘傳、忍 | -    |
| 束影術     | 將自己的影子變化成無數觸手，能夠做出靈活動作或操作物體。 | 秘傳、忍 | -    |
| 影子勒頸術 | 用影子直接傷害對方，主要是掐住對方頸部。 | 秘傳、忍 | -    |
| 影首縛之術 | 《終極風暴世代》原創忍術，兩支影之手移動到他人身上時，延伸出無數有如蜘蛛網般的紋路後，將他人壓碎。                                                                                           | 秘傳、忍 | -    |
| 擬影飛標術 | 鹿丸握著阿斯瑪的遺物查克拉刃，輸入自身的查克拉，投到對方的影子上，就能達到影束縛的效果。 | 秘傳、忍 | -    |
| 忍法·影縫  | 鹿丸最強之術，先用影子抓住敵人，再使出許多實體化的尖銳影子將敵人給刺殺。 | 秘傳、忍 | -    |
| 影摑之術   | 此術能提升影子強度，將影子編織成像鋼索一樣抓住敵人影子，操控敵人行動。需要相當大的查克拉，不管多巨大的壯漢都會受到操控。此術連丁次的「肉彈戰車」都能抓住。                                   | 秘傳、忍 | -    |

## 組合忍術
| 招式名稱 | 簡介                                                         | 種類     | 等級 |
| -------- | ------------------------------------------------------------ | -------- | ---- |
| 肉彈悠悠 | 漫畫633話豬鹿蝶E陣式以此招將鎖定敵方25頭十尾分裂體一次壓爆。 | 秘傳、忍 | -    |

## 戰績
- 勝於音忍金
- 敗於手鞠（因查克拉不足而放棄比賽）
- 平於多由也（手鞠及時趕到救回鹿丸）
- 敗於機械鳴人
- 勝於飛段（用計將飛段埋在地洞之中）
- 勝於阿斯瑪（穢土轉生，與井野、長治合作）
- 平於鸢（長治相救）
- 勝於穢土轉生音忍四人眾（咒印狀態2）(動畫組×與牙、丁次、寧次、鳴人聯手)
- 勝於眾白絕
- 勝於多個十尾分裂體（與忍者聯軍）
- 敗於宇智波斑（中了斑使出的無限月讀後陷入睡眠）
- 败于艾达（艾达受到川木胁迫而意外使出神术“全能”改写了记忆）